# El Pedrís
El Pedrís és una entitat de població de Bellcaire d'Urgell. L'any 2019 tenia 22 habitants. Hi passa la carretera C-53 pel nord i està situat entre Bellcaire d'Urgell i la Ràpita (Vallfogona de Balaguer). El Pedrís és un conjunt de masies amb una ermita, Sant Pere de Pedrís, també hi ha un cementiri, actualment s'usa el de Bellcaire d'Urgell. La seva festa major és l'últim diumenge d'abril.